# Tiracola plagiata
Tiracola plagiata är en fjärilsart som beskrevs av Walker 1857. Tiracola plagiata ingår i släktet Tiracola och familjen nattflyn. Inga underarter finns listade i Catalogue of Life.

## Bildgalleri

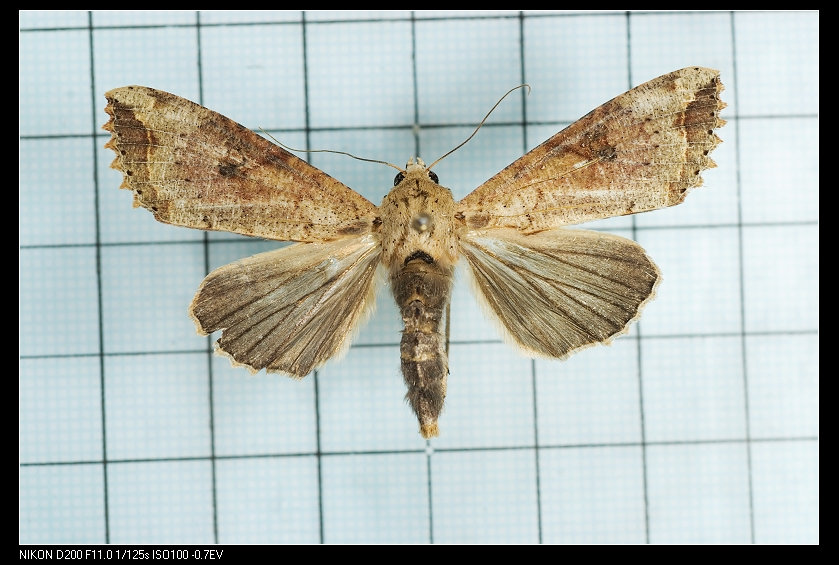
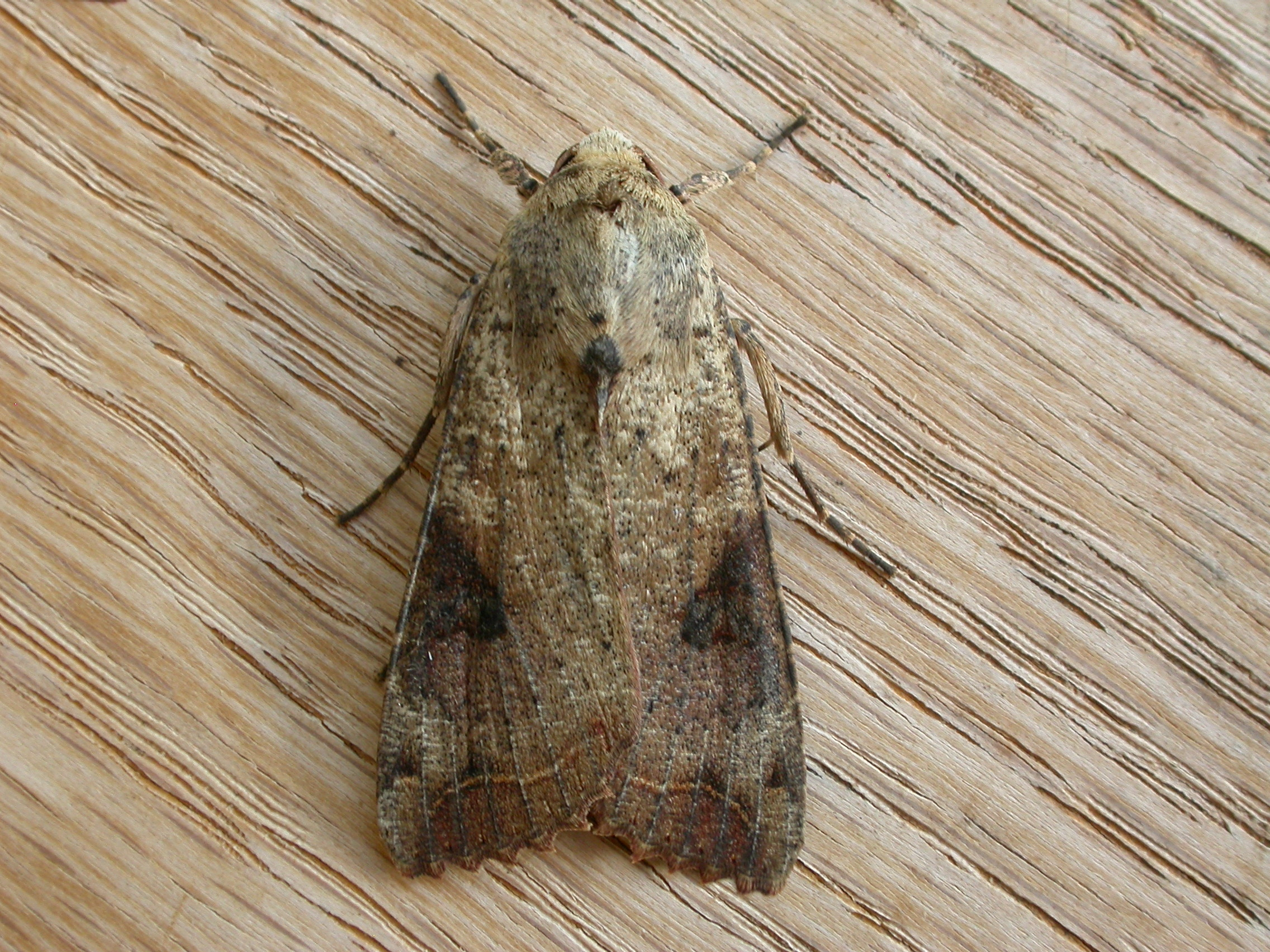
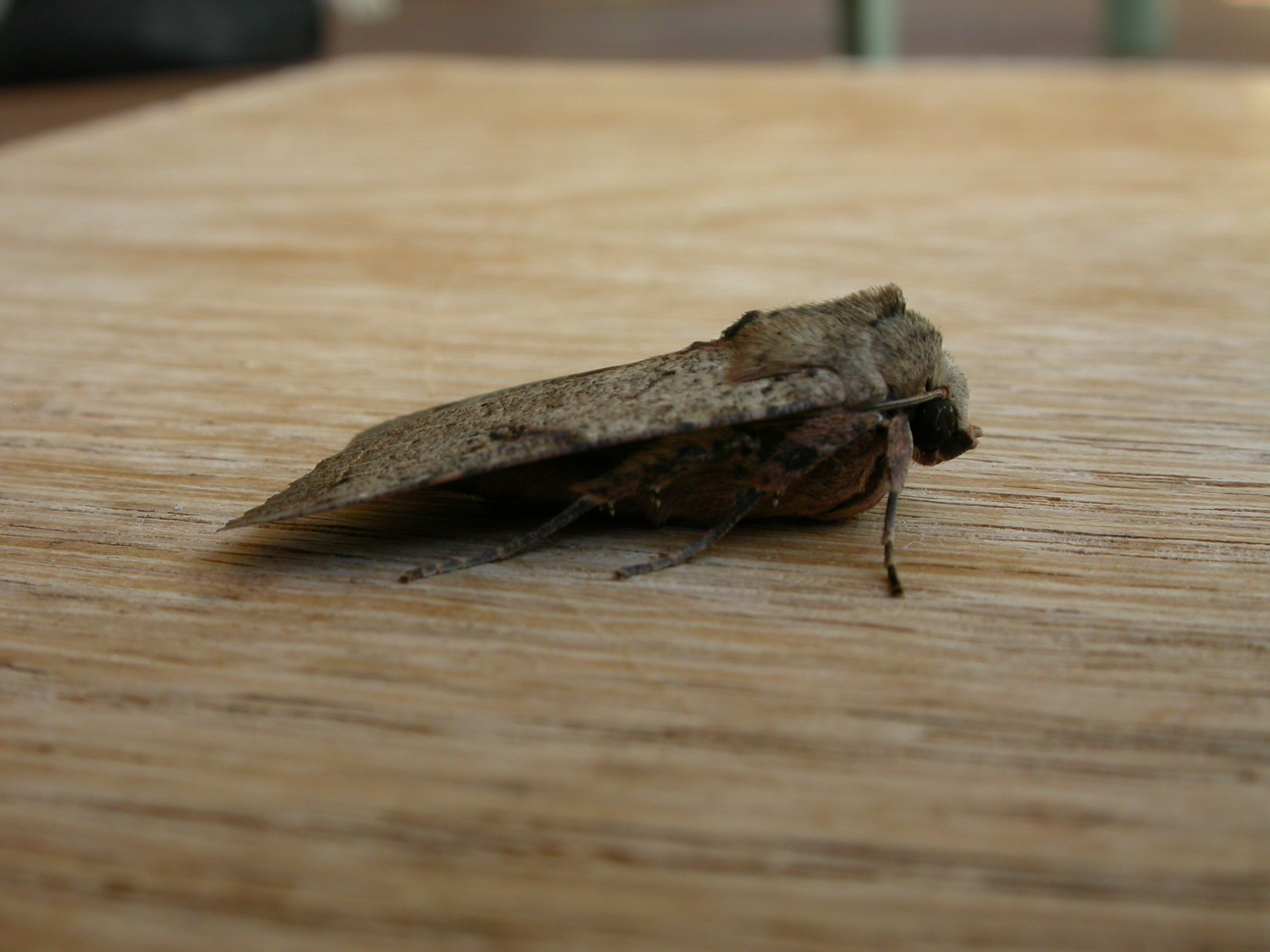
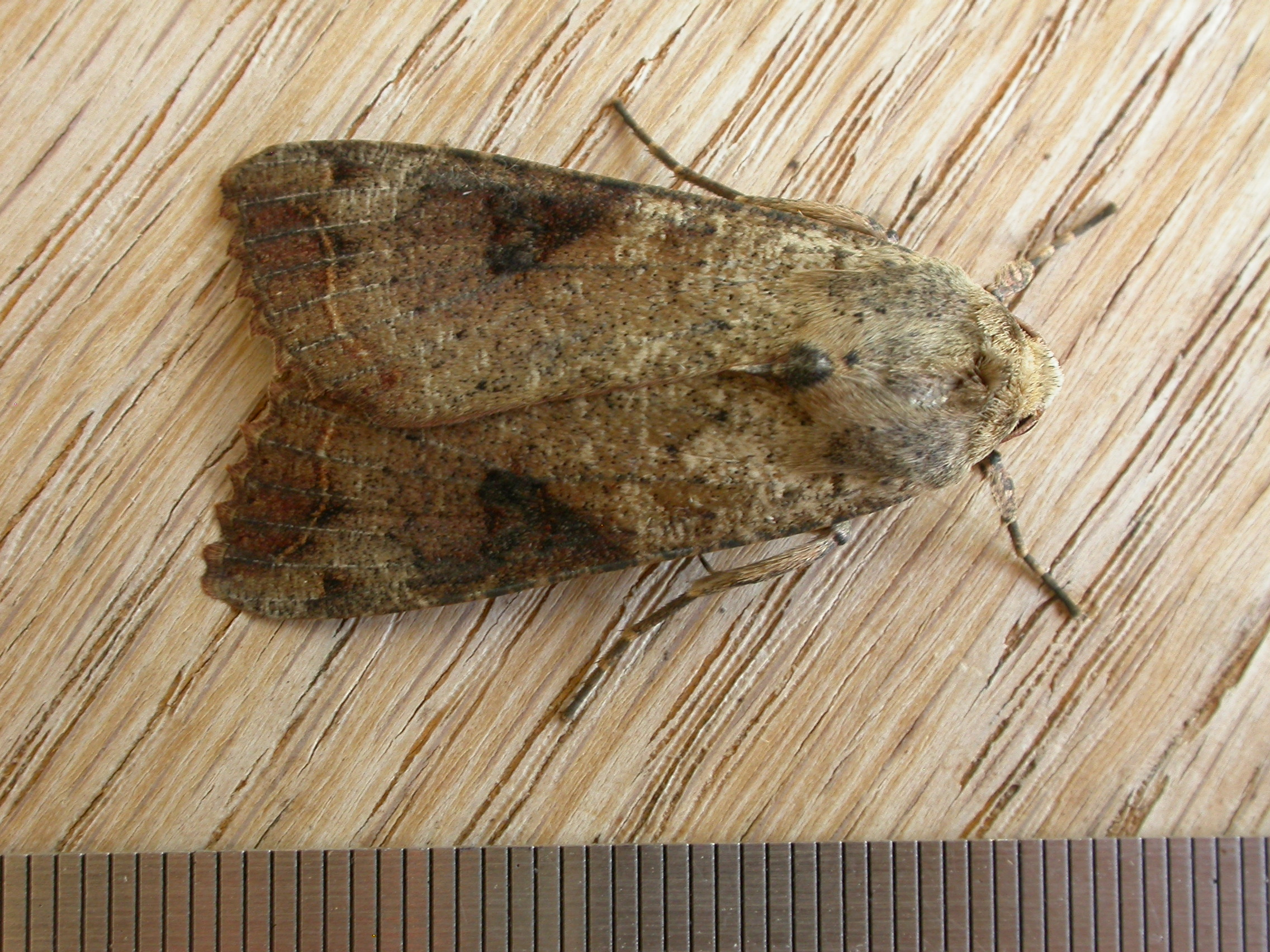
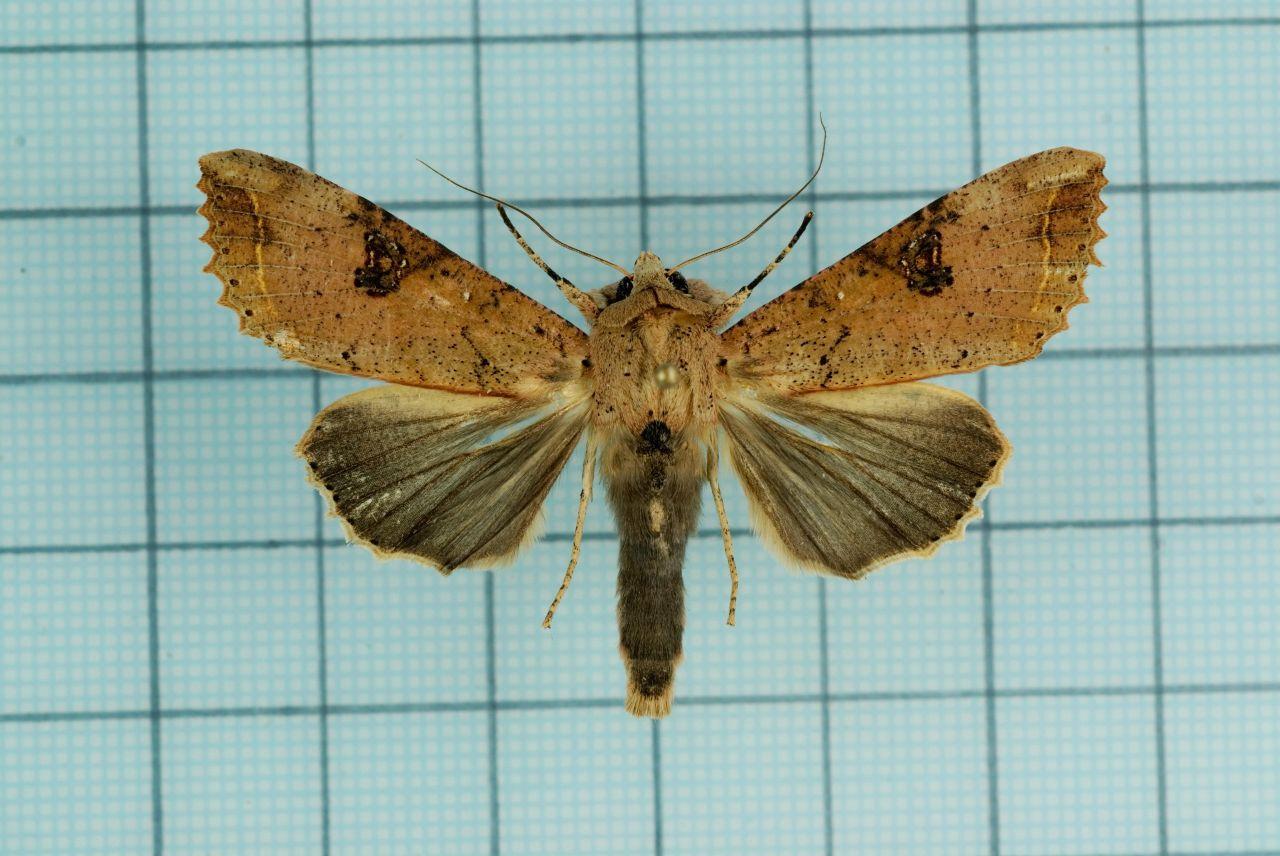
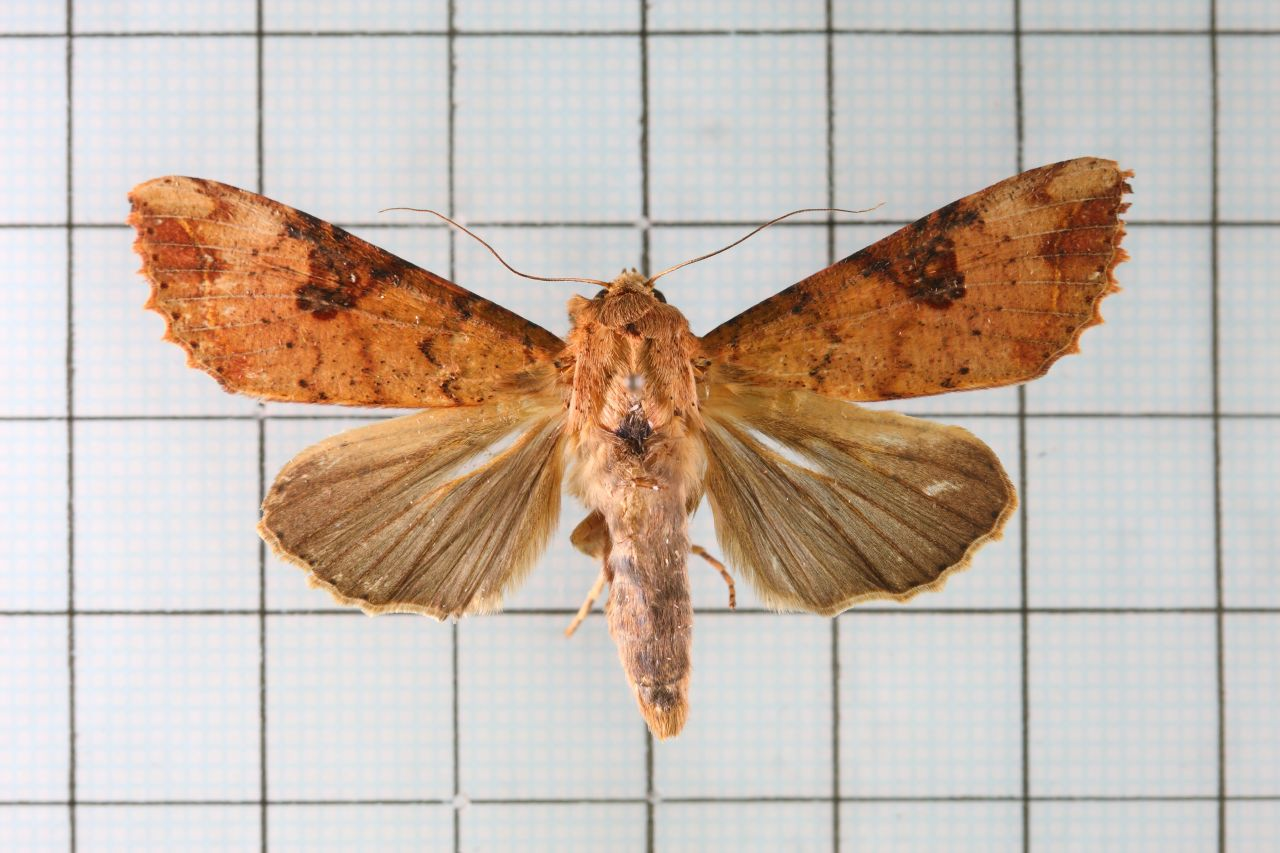